# Heartland (U2)
Heartland è la tredicesima canzone dell'album Rattle and Hum del gruppo irlandese degli U2.

## Storia
Questo brano è un inno alla bellezza della natura americana. In particolar modo al cuore degli Stati Uniti, denominato appunto heartland.

## Formazione

### U2
- Bono - voce
- The Edge - chitarra, tastiere, cori
- Adam Clayton - basso
- Larry Mullen Jr. - batteria, percussioni

### Altro Personale
- Brian Eno - tastiere

## Versione presente nel film Rattle and Hum
Nel film Rattle and Hum è presente questo brano. A differenza delle altre canzoni presenti nella pellicola, in questo caso non viene suonata ma fa da sottofondo a un momento in cui gli U2 guardano un'autostrada statunitense. Il brano viene fatto sfumare con l'inizio di un'intervista a Larry Mullen jr, in cui parla del suo legame alla musica di Elvis Presley.